# Mitsubishi Starion
A Starion é um modelo esportivo compacto da Mitsubishi Motors.
Este carro é exibido no filme "Um Rally Muito Louco" (The Cannonball Run II), pilotado pelos atores Jackie Chan e Richard Kiel.

## Dodge/Plymouth Conquest
|  | Por favor, melhore esta seção, expandindo-a. Mais informações podem ser encontradas no artigo «Mitsubishi Starion#North America» na Wikipédia em inglês e também na página de discussão. (Março de 2015) |

O Mitsubishi Starion foi comercializado na América do Norte pela Mitsubishi como Starion de 1983 até 1989 e pela Chrysler como Conquest sob as marcas Dodge e Plymouth de 1984 a 1986 e sob a marca Chrysler de 1987 até 1989.
O motor usado foi um 2.6 L da própria Mitsubishi com turbocompressor, desenvolvia 145 hp (108 kW).

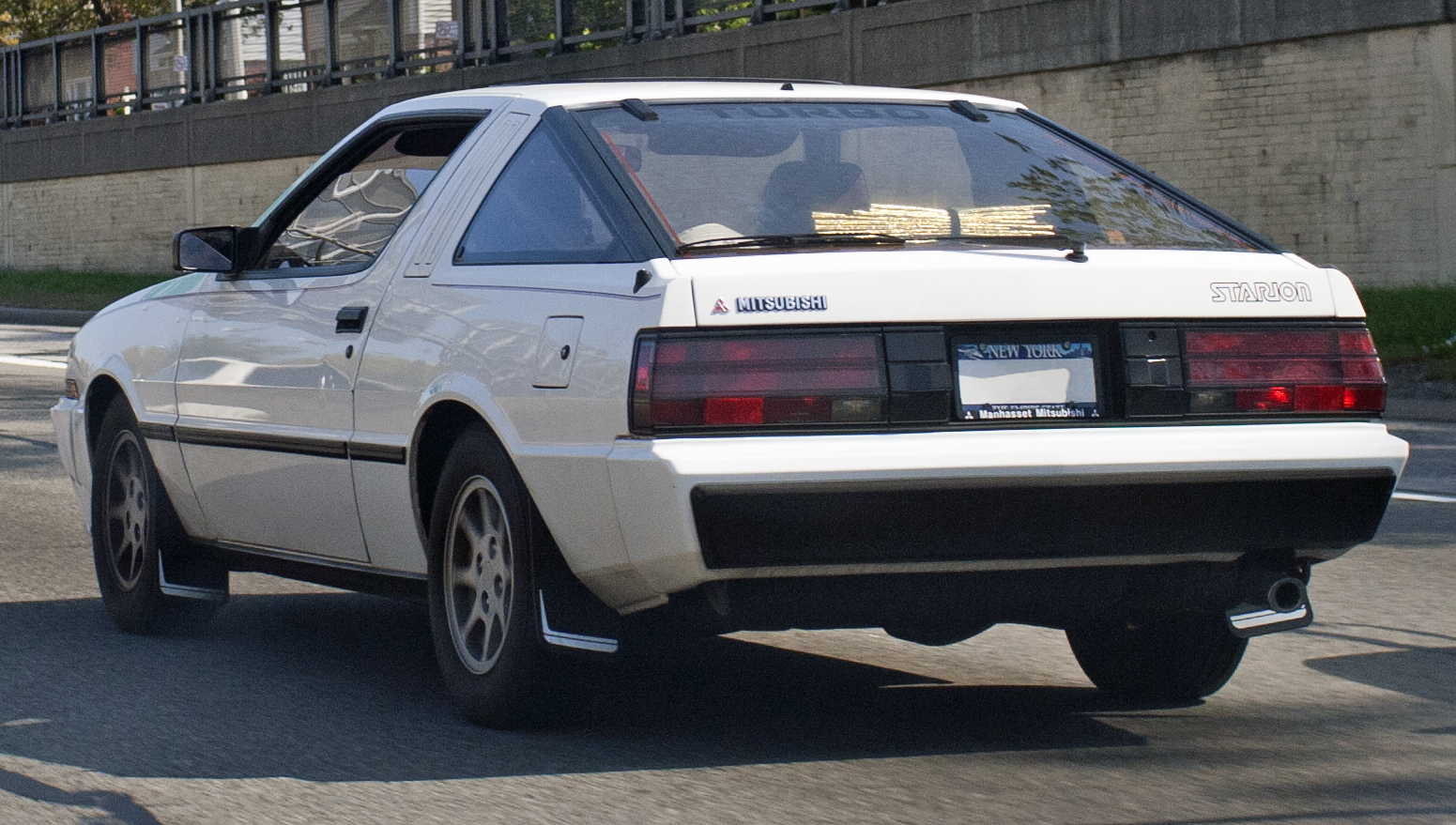
Mitsubishi Starion vendido no mercado norte-americano.
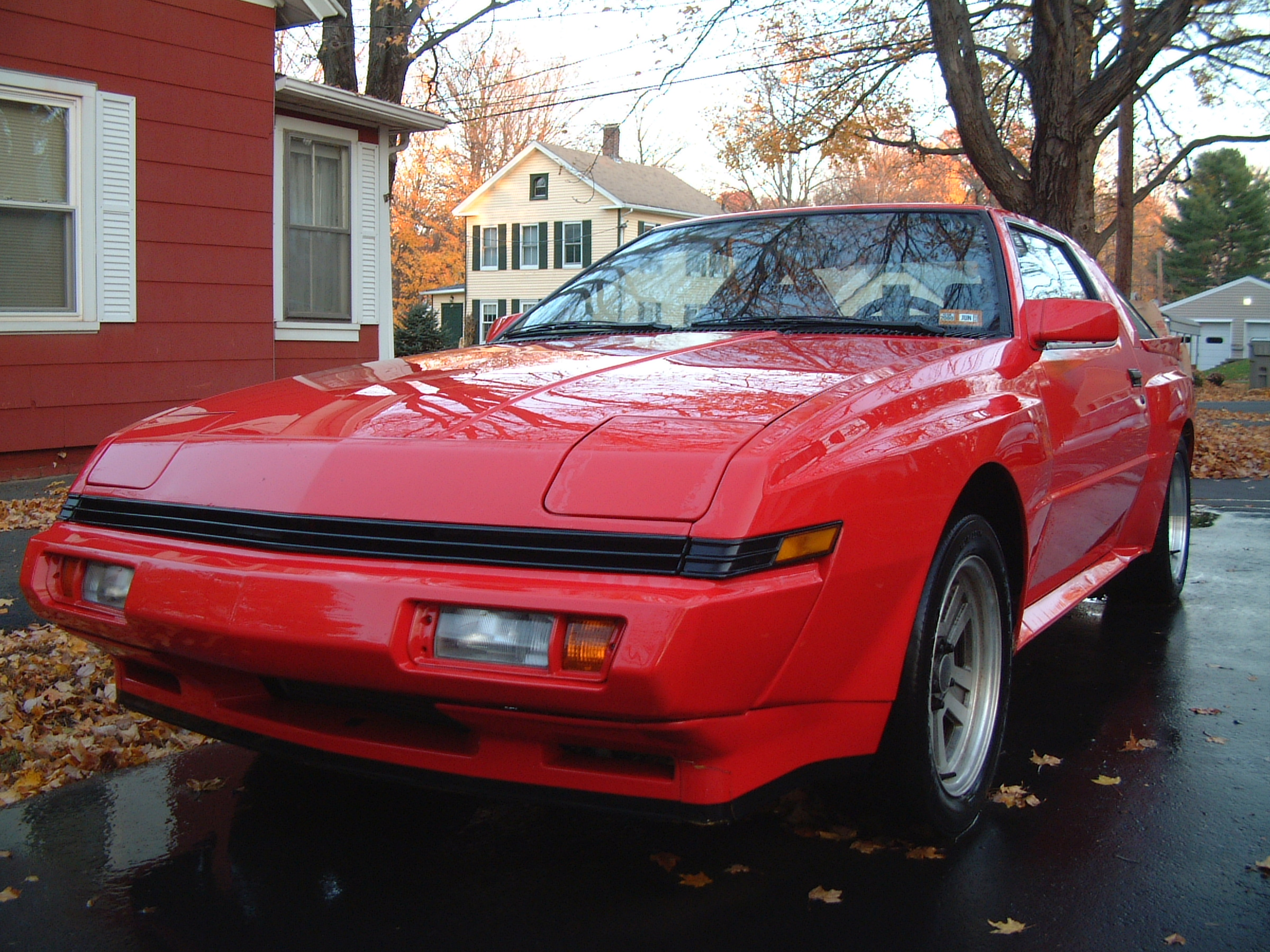
Chrysler Conquest de 1987.
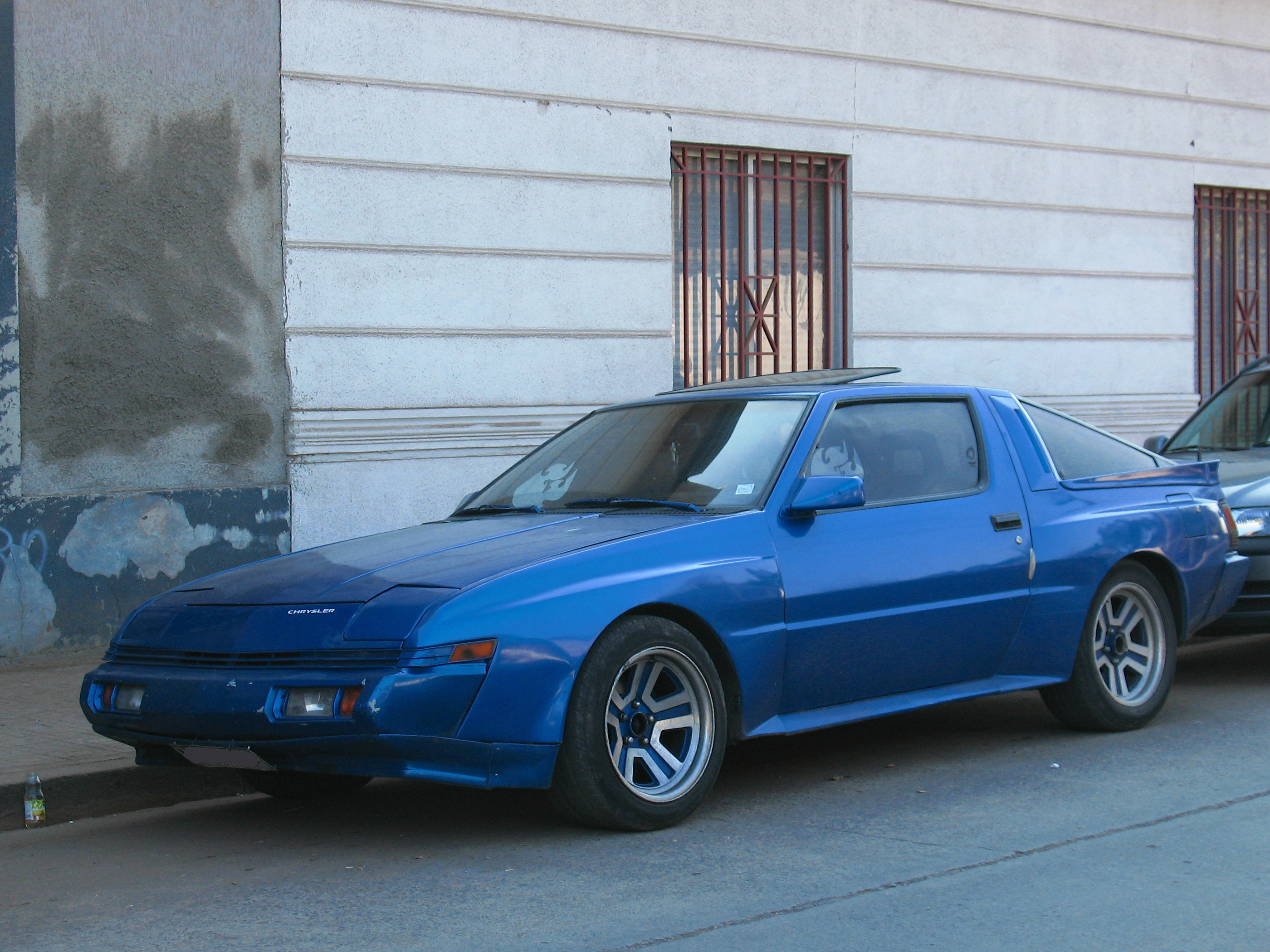
Modelo 1988 do Chrysler Conquest.